# Mark Goddard
Mark Goddard (Lowell, 24 de julho de 1936 — Hingham, 10 de outubro de 2023) foi um ator norte-americano.
Seu trabalho mais famoso foi o do Major Don West, na série Perdidos no Espaço (1965-1968).

## Minibiografia
Mark Goddard, nascido Charles Goddard, em 24 de julho de 1936, é natural de Massachusetts. Ele trabalhava para a Cruz Vermelha quando foi encorajado a seguir a carreira artística. Logo, o jovem Mark seguiu para Manhattan onde atuou junto ao American Academy of Dramatic Arts. Seu papel como o Major West em “Perdidos no Espaço” trouxe fama para o ator, mas com o fim do seriado, a sua principal atuação foi como voluntário em serviços assistenciais a crianças e vítimas do câncer.
Em 1992, sua filha Melissa, produziu e co-escreveu um filme sobre o trabalho de Mark com algumas dessas crianças, chamado “Big Girls Don't Cry... They Get Even”. Como seus colegas de seriado, Mark participou também da versão para cinema de “Perdidos no Espaço” em 1998, no papel de um general.
Sobre a opção que fez, deixando a carreira de ator, ele declarou: “Eu tive uma vida maravilhosa como ator. Mas eu não queria ficar andando por Hollywood como aquelas pretensas celebridades procurando por um próximo trabalho”. 
Mark Godard terminou sua vida profissional em seu estado natal, Massachusetts, ensinando na Escola Chamberlain, uma instituição para crianças com problemas comportamentais.

## Morte
Em 10 de outubro de 2023, Mark Goddard morreu aos 87 anos de fibrose pulmonar, segundo sua esposa Evelyn Pezzulich.